# Golden Globe per il miglior attore in un film commedia o musicale
Il Golden Globe per il miglior attore in un film commedia o musicale viene assegnato al miglior attore comico o musicale dalla HFPA (Hollywood Foreign Press Association).

## Vincitori e candidati
L'elenco mostra il vincitore di ogni anno, seguito dagli attori che hanno ricevuto una candidatura. Per ogni attore viene indicato il film che gli è valso la candidatura (titolo italiano e titolo originale tra parentesi).

### 1950
- 1951
  - Fred Astaire - Tre piccole parole (Three Little Words)
  - Harold Lloyd - Meglio un mercoledì da leone (The Sin of Harold Diddlebock)
  - Dan Dailey - Bill sei grande! (When Willie Comes Marching Home)
- 1952
  - Danny Kaye - Divertiamoci stanotte (On the Riviera)
  - Gene Kelly - Un americano a Parigi (An American in Paris)
  - Bing Crosby - È arrivato lo sposo (Here Comes the Groom)
- 1953
  - Donald O'Connor - Cantando sotto la pioggia (Singin' in the Rain)
  - Danny Kaye - Il favoloso Andersen (Hans Christian Andersen)
  - Clifton Webb - Squilli di primavera (Stars and Stripes Forever)
- 1954
  - David Niven - La vergine sotto il tetto (The Moon Is Blue)
- 1955
  - James Mason - È nata una stella (A Star Is Born)
- 1956
  - Tom Ewell - Quando la moglie è in vacanza (The seven Year Itch)
- 1957
  - Cantinflas - Il giro del mondo in 80 giorni (Around the World in 80 Days)
  - Danny Kaye - Il giullare del re (The Court Jester)
  - Yul Brynner - Il re ed io (The King and I)
  - Marlon Brando - La casa da tè alla luna d'agosto (The Teahouse of the August Moon)
  - Glenn Ford - La casa da tè alla luna d'agosto (The Teahouse of the August Moon)
- 1958
  - Frank Sinatra - Pal Joey
  - Glenn Ford - Alla larga dal mare (Don't Go Near the Water)
  - Maurice Chevalier - Arianna (Love in the Afternoon)
  - David Niven - L'impareggiabile Godfrey (My Man Godfrey)
  - Tony Randall - La bionda esplosiva (Will Success Spoil Rock Hunter?)
- 1959
  - Danny Kaye - Io e il colonnello (Me and the Colonel)
  - Maurice Chevalier - Gigi
  - Louis Jourdan - Gigi
  - Cary Grant - Indiscreto (Indiscreet)
  - Clark Gable - 10 in amore (Teacher's Pet)

### 1960
- 1960
  - Jack Lemmon - A qualcuno piace caldo (Some Like It Hot)
  - Clark Gable - Ma non per me (But Not for Me)
  - Cary Grant - Operazione sottoveste (Operation Petticoat)
  - Sidney Poitier - Porgy and Bess
  - Dean Martin - Chi era quella signora? (Who Was That Lady?)
- 1961
  - Jack Lemmon - L'appartamento (The Apartment)
  - Bob Hope - Un adulterio difficile (The Facts of Life)
  - Cary Grant - L'erba del vicino è sempre più verde (The Grass Is Greener)
  - Cantinflas - Pepe
  - Dirk Bogarde - Estasi (Song Without End)
- 1962
  - Glenn Ford - Angeli con la pistola (Pocketful of Miracles)
  - Fred MacMurray - Un professore fra le nuvole (The AbsentMinded Professor)
  - Bob Hope - Uno scapolo in paradiso (Bachelor in Paradise)
  - Fred Astaire - Il piacere della sua compagnia (The Pleasure of His Company)
  - Richard Beymer - West Side Story
- 1963
  - Marcello Mastroianni - Divorzio all'italiana
  - Alberto Sordi - I due nemici (The Best of Enemies)
  - Stephen Boyd - La ragazza più bella del mondo (Billy Rose's Jumbo)
  - Jimmy Durante - La ragazza più bella del mondo (Billy Rose's Jumbo)
  - Karl Malden - La donna che inventò lo strip-tease (Gypsy)
  - James Stewart - Mister Hobbs va in vacanza (Mr. Hobbs Takes a Vacation)
  - Robert Preston - Capobanda (The Music Man)
  - Charlton Heston - Pranzo di Pasqua (The Pigeon That Took Rome)
  - Cary Grant - Il visone sulla pelle (That Touch of Mink)
- 1964
  - Alberto Sordi - Il diavolo
  - Cary Grant - Sciarada (Charade)
  - Frank Sinatra - Alle donne ci penso io (Come Blow Your Horn)
  - Jack Lemmon - Irma la dolce (Irma La Douce)
  - Jonathan Winters - Questo pazzo, pazzo, pazzo, pazzo mondo (It's a Mad, Mad, Mad, Mad World)
  - Terry-Thomas - Mani sulla luna (The Mouse on the Moon)
  - Albert Finney - Tom Jones
  - Jack Lemmon - Sotto l'albero yum yum (Under the Yum Yum Tree)
  - James Garner - Letti separati (The Wheeler Dealers)
- 1965
  - Rex Harrison - My Fair Lady
  - Dick Van Dyke - Mary Poppins
  - Marcello Mastroianni - Matrimonio all'italiana
  - Peter Sellers - La Pantera Rosa (The Pink Panther)
  - Peter Ustinov - Topkapi
- 1966
  - Lee Marvin - Cat Ballou
  - Jerry Lewis - Boeing Boeing (Boeing (707) Boeing (707))
  - Jack Lemmon - La grande corsa (The Great Race)
  - Alberto Sordi - Quei temerari sulle macchine volanti (Those Magnificent Men in Their Flying Machines or How I Flew from London to Paris in 25 hours 11 minutes)
  - Jason Robards - L'incredibile Murray - L'uomo che disse no (A Thousand Clowns)
- 1967
  - Alan Arkin - Arrivano i russi, arrivano i russi (The Russians Are Coming The Russians Are Coming)
  - Walter Matthau - Non per soldi... ma per denaro (The Fortune Cookie)
  - Michael Caine - Gambit - Grande furto al Semiramis (Gambit)
  - Alan Bates - Georgy, svegliati (Georgy Girl)
  - Lionel Jeffries - La spia dal naso freddo (The Spy with a Cold Nose)
- 1968
  - Richard Harris - Camelot
  - Rex Harrison - Il favoloso dottor Dolittle (Doctor Dolittle)
  - Dustin Hoffman - Il laureato (The Graduate)
  - Ugo Tognazzi - L'immorale
  - Richard Burton - La bisbetica domata (The Taming of the Shrew)
- 1969
  - Ron Moody - Oliver!
  - Fred Astaire - Sulle ali dell'arcobaleno (Finian's Rainbow)
  - Jack Lemmon - La strana coppia (The Odd Couple)
  - Walter Matthau - La strana coppia (The Odd Couple)
  - Zero Mostel - Per favore, non toccate le vecchiette (The Producers)

### 1970
- 1970
  - Peter O'Toole - Goodbye Mr. Chips
  - Dustin Hoffman - John e Mary (John and Mary)
  - Lee Marvin - La ballata della città senza nome (Paint Your Wagon)
  - Steve McQueen - Boon il saccheggiatore (The Reivers)
  - Anthony Quinn - Il segreto di Santa Vittoria (The Secret of Santa Vittoria)
- 1971
  - Albert Finney - La più bella storia di Dickens (Scrooge)
  - Richard Benjamin - Diario di una casalinga inquieta (Diary of a Mad Housewife)
  - Elliott Gould - M*A*S*H
  - Donald Sutherland - M*A*S*H
  - Jack Lemmon - Un provinciale a New York (The Out of Towners)
- 1972
  - Chaim Topol - Il violinista sul tetto (Fiddler on the Roof)
  - Bud Cort - Harold e Maude (Harold and Maude)
  - Walter Matthau - Vedovo aitante, bisognoso affetto offresi anche babysitter (Kotch)
  - Dean Jones - Un papero da un milione di dollari (The Million Dollar Duck)
  - Gene Wilder - Willy Wonka e la fabbrica di cioccolato (Willy Wonka & the Chocolate Factory)
- 1973
  - Jack Lemmon - Che cosa è successo tra mio padre e tua madre? (Avanti!)
  - Edward Albert - Le farfalle sono libere (Butterflies Are Free)
  - Charles Grodin - Il rompicuori (The Heartbreak Kid)
  - Peter O'Toole - L'uomo della Mancha (Man of La Mancha)
  - Walter Matthau - Un marito per Tillie (Pete 'n' Tillie)
- 1974
  - George Segal - Un tocco di classe (A Touch of Class)
  - Richard Dreyfuss - American Graffiti
  - Carl Anderson - Jesus Christ Superstar
  - Ted Neeley - Jesus Christ Superstar
  - Ryan O'Neal - Paper Moon - Luna di carta (Paper Moon)
- 1975
  - Art Carney - Harry e Tonto (Harry and Tonto)
  - James Earl Jones - Claudine
  - Jack Lemmon - Prima pagina (The Front Page)
  - Walter Matthau - Prima pagina (The Front Page)
  - Burt Reynolds - Quella sporca ultima meta (The Longest Yard)
- 1976
  - George Burns - I ragazzi irresistibili (The Sunshine Boys) - ex aequo
  - Walter Matthau - I ragazzi irresistibili (The Sunshine Boys) - ex aequo
  - James Caan - Funny Lady
  - Peter Sellers - La Pantera Rosa colpisce ancora (The Return of the Pink Panther)
  - Warren Beatty - Shampoo
- 1977
  -  Kris Kristofferson - È nata una stella (A Star Is Born)
  - Peter Sellers - La Pantera Rosa sfida l'ispettore Clouseau (The Pink Panther Strikes Again)
  - Jack Weston - Il vizietto americano (The Ritz)
  - Mel Brooks - L'ultima follia di Mel Brooks (Silent Movie)
  - Gene Wilder - Wagons-lits con omicidi (Silver Streak)
- 1978
  - Richard Dreyfuss - Goodbye amore mio! (The Goodbye Girl)
  - Woody Allen - Io e Annie (Annie Hall)
  - Mel Brooks - Alta tensione (High Anxiety)
  - Robert De Niro - New York, New York
  - John Travolta - La febbre del sabato sera (Saturday Night Fever)
- 1979
  - Warren Beatty - Il paradiso può attendere (Heaven Can Wait)
  - Gary Busey - The Buddy Holly Story
  - Chevy Chase - Gioco sleale (Foul Play)
  - John Travolta - Grease - Brillantina (Grease)
  - George C. Scott - Il boxeur e la ballerina (Movie Movie)
  - Alan Alda - Lo stesso giorno, il prossimo anno (Same Time, Next Year)

### 1980
- 1980
  - Peter Sellers - Oltre il giardino (Being There)
  - Dudley Moore - 10
  - Roy Scheider - All That Jazz - Lo spettacolo comincia (All That Jazz)
  - George Hamilton - Amore al primo morso (Love at First Bite)
  - Burt Reynolds - E ora: punto e a capo (Starting Over)
- 1981
  - Ray Sharkey - Rock Machine (The Idolmaker)
  - Tommy Lee Jones - La ragazza di Nashville (Coal Miner's Daughter)
  - Walter Matthau - 2 sotto il divano (Hopscotch)
  - Neil Diamond - La febbre del successo - Jazz Singer (The Jazz Singer)
  - Paul Le Mat - Una volta ho incontrato un miliardario (Melvin and Howard)
- 1982
  - Dudley Moore - Arturo (Arthur)
  - Walter Matthau - Una notte con vostro onore (First Monday in October)
  - Alan Alda - Le quattro stagioni (The Four Seasons)
  - Steve Martin - Spiccioli dal cielo (Pennies from Heaven)
  - George Hamilton - Zorro mezzo e mezzo (Zorro, the Gay Blade)
- 1983
  - Dustin Hoffman - Tootsie
  - Al Pacino - Papà, sei una frana (Author! Author!)
  - Peter O'Toole - L'ospite d'onore (My Favorite Year)
  - Henry Winkler - Night Shift - Turno di notte (Night Shift)
  - Robert Preston - Victor Victoria
- 1984
  - Michael Caine - Rita, Rita, Rita (Educating Rita)
  - Tom Cruise - Risky Business - Fuori i vecchi... i figli ballano (Risky Business)
  - Eddie Murphy - Una poltrona per due (Trading Places)
  - Mandy Patinkin - Yentl
  - Woody Allen - Zelig
- 1985
  - Dudley Moore - Micki e Maude (Micki + Maude)
  - Steve Martin - Ho sposato un fantasma (All of Me)
  - Eddie Murphy - Beverly Hills Cop - Un piedipiatti a Beverly Hills (Beverly Hills Cop)
  - Bill Murray - Ghostbusters - Acchiappafantasmi (Ghostbusters)
  - Robin Williams - Mosca a New York (Moscow on the Hudson)
- 1986
  - Jack Nicholson - L'onore dei Prizzi (Prizzi's Honor)
  - Griffin Dunne - Fuori orario (After Hours)
  - Michael J. Fox - Ritorno al futuro (Back to the Future)
  - James Garner - L'amore di Murphy (Murphy's Romance)
  - Jeff Daniels - La rosa purpurea del Cairo (The Purple Rose of Cairo)
- 1987
  - Paul Hogan - Mr. Crocodile Dundee (Crocodile Dundee)
  - Matthew Broderick - Una pazza giornata di vacanza (Ferris Bueller's Day Off)
  - Danny DeVito - Per favore, ammazzatemi mia moglie  (Ruthless People)
  - Jeff Daniels - Qualcosa di travolgente  (Something Wild)
  - Jack Lemmon - Così è la vita (That's Life!)
- 1988
  - Robin Williams - Good Morning, Vietnam
  - William Hurt - Dentro la notizia - Broadcast News (Broadcast News)
  - Patrick Swayze - Dirty Dancing - Balli proibiti (Dirty Dancing)
  - Nicolas Cage - Stregata dalla luna (Moonstruck)
  - Steve Martin - Roxanne
  - Danny DeVito - Getta la mamma dal treno (Throw Momma from the Train)
- 1989
  - Tom Hanks - Big
  - Michael Caine - Due figli di... (Dirty Rotten Scoundrels)
  - John Cleese - Un pesce di nome Wanda (A Fish Called Wanda)
  - Robert De Niro - Prima di mezzanotte (Midnight Run)
  - Bob Hoskins - Chi ha incastrato Roger Rabbit (Who Framed Roger Rabbit)

### 1990
- 1990
  - Morgan Freeman - A spasso con Daisy (Driving Miss Daisy)
  - Jack Nicholson - Batman
  - Steve Martin - Parenti, amici e tanti guai (Parenthood)
  - Michael Douglas - La guerra dei Roses (The War of the Roses)
  - Billy Crystal - Harry, ti presento Sally... (When Harry Met Sally…)
- 1991
  - Gérard Depardieu - Green Card - Matrimonio di convenienza (Green Card)
  - Johnny Depp - Edward mani di forbice (Edward Scissorhands)
  - Patrick Swayze - Ghost - Fantasma
  - Macaulay Culkin - Mamma, ho perso l'aereo (Home Alone)
  - Richard Gere - Pretty Woman
- 1992
  - Robin Williams - La leggenda del re pescatore (The Fisher King)
  - Billy Crystal - Scappo dalla città - La vita, l'amore e le vacche (City Slickers)
  - Jeff Bridges - La leggenda del re pescatore (The Fisher King)
  - Dustin Hoffman - Hook - Capitan Uncino (Hook)
  - Kevin Kline - Bolle di sapone (Soapdish)
- 1993
  - Tim Robbins - I protagonisti (The Player)
  - Tim Robbins - Bob Roberts
  - Nicolas Cage - Mi gioco la moglie... a Las Vegas (Honeymoon in Vegas)
  - Billy Crystal - Mr. sabato sera (Mr. Saturday Night)
  - Marcello Mastroianni - La vedova americana (Used People)
- 1994
  - Robin Williams - Mrs. Doubtfire - Mammo per sempre  (Mrs. Doubtfire)
  - Johnny Depp - Benny & Joon
  - Kevin Kline - Dave - Presidente per un giorno (Dave)
  - Tom Hanks - Insonnia d'amore (Sleepless in Seattle)
  - Colm Meaney - The Snapper
- 1995
  - Hugh Grant - Quattro matrimoni e un funerale (Four Weddings and a Funeral)
  - Terence Stamp - Priscilla - La regina del deserto (The Adventures of Priscilla, Queen of the Desert)
  - Johnny Depp - Ed Wood
  - Arnold Schwarzenegger - Junior
  - Jim Carrey - The Mask
- 1996
  - John Travolta - Get Shorty
  - Michael Douglas - Il presidente - Una storia d'amore (The American President)
  - Steve Martin - Il padre della sposa 2 (Father of the Bride Part II)
  - Harrison Ford - Sabrina
  - Patrick Swayze - A Wong Foo, grazie di tutto! Julie Newmar (To Wong Foo Thanks for Everything, Julie Newmar)
- 1997
  - Tom Cruise - Jerry Maguire
  - Nathan Lane - Piume di struzzo (The Birdcage)
  - Antonio Banderas - Evita
  - Eddie Murphy - Il professore matto (The Nutty Professor)
  - Kevin Costner - Tin Cup
- 1998
  - Jack Nicholson - Qualcosa è cambiato (As Good as It Gets)
  - Kevin Kline - In & Out
  - Samuel L. Jackson - Jackie Brown
  - Jim Carrey - Bugiardo bugiardo (Liar Liar)
  - Dustin Hoffman - Sesso & potere (Wag the Dog)
- 1999
  - Michael Caine - Little Voice - È nata una stella (Little Voice )
  - Tom Hanks - C'è posta per te (You've got Mail)
  - Antonio Banderas - La maschera di Zorro (The Mask of Zorro)
  - Robin Williams - Patch Adams
  - John Travolta - I colori della vittoria (Primary Colors)

### 2000
- 2000
  - Jim Carrey - Man on the Moon
  - Robert De Niro - Terapia e pallottole (Analyze This)
  - Rupert Everett - Un marito ideale (The Ideal Husband)
  - Hugh Grant - Notting Hill
  - Sean Penn - Accordi e disaccordi (Sweet and Lowdown)
- 2001
  - George Clooney - Fratello, dove sei? (O Brother, Where Art Thou?)
  - John Cusack - Alta fedeltà (High Fidelity)
  - Jim Carrey - Il Grinch (How the Grinch Stole Christmas)
  - Robert De Niro - Ti presento i miei (Meet the Parents)
  - Mel Gibson - What Women Want - Quello che le donne vogliono (What Women Want)
- 2002
  - Gene Hackman - I Tenenbaum (The Royal Tenenbaums)
  - Billy Bob Thornton - Bandits
  - John Cameron Mitchell - Hedwig - La diva con qualcosa in più (Hedwig and the Angry Inch)
  - Hugh Jackman - Kate & Leopold
  - Ewan McGregor - Moulin Rouge!
- 2003
  - Richard Gere - Chicago
  - Hugh Grant - About a Boy - Un ragazzo (About a Boy)
  - Nicolas Cage - Il ladro di orchidee (Adaptation.)
  - Kieran Culkin - Igby Goes Down
  - Adam Sandler - Ubriaco d'amore (Punch-Drunk Love)
- 2004
  - Bill Murray - Lost in Translation - L'amore tradotto (Lost in Translation)
  - Jack Black - School of Rock
  - Johnny Depp - La maledizione della prima luna (Pirates of the Caribbean: The Curse of the Black Pearl)
  - Jack Nicholson - Tutto può succedere - Something's Gotta Give (Something's Gotta Give)
  - Billy Bob Thornton - Babbo bastardo (Bad Santa)
- 2005
  - Jamie Foxx - Ray
  - Jim Carrey - Se mi lasci ti cancello (Eternal Sunshine of the Spotless Mind)
  - Paul Giamatti - Sideways - In viaggio con Jack (Sideways)
  - Kevin Kline - De-Lovely - Così facile da amare (De-Lovely)
  - Kevin Spacey - Beyond the Sea
- 2006
  - Joaquin Phoenix - Quando l'amore brucia l'anima - Walk the Line (Walk the Line)
  - Pierce Brosnan - The Matador
  - Jeff Daniels - Il calamaro e la balena  (The Squid and the Whale)
  - Johnny Depp - La fabbrica di cioccolato (Charlie and the Chocolate Factory)
  - Nathan Lane - The Producers - Una gaia commedia neonazista (The Producers)
  - Cillian Murphy - Breakfast on Pluto
- 2007
  - Sacha Baron Cohen - Borat (Borat: Cultural Learnings of America for Make Benefit Glorious Nation of Kazakhstan)
  - Johnny Depp - Pirati dei Caraibi - La maledizione del forziere fantasma (Pirates of the Caribbean: Dead Man's Chest)
  - Aaron Eckhart - Thank You for Smoking
  - Chiwetel Ejiofor - Kinky Boots - Decisamente diversi (Kinky Boots)
  - Will Ferrell - Vero come la finzione (Stranger Than Fiction)
- 2008
  - Johnny Depp - Sweeney Todd (Sweeney Todd)
  - Ryan Gosling - Lars e una ragazza tutta sua (Lars and the Real Girl)
  - Tom Hanks - La guerra di Charlie Wilson (Charlie Wilson's War)
  - Philip Seymour Hoffman - La famiglia Savage  (The Savages)
  - John C. Reilly - Walk Hard - La storia di Dewey Cox (Walk Hard: The Dewey Cox Story)
- 2009
  - Colin Farrell - In Bruges - La coscienza dell'assassino (In Bruges)
  - Javier Bardem - Vicky Cristina Barcelona
  - James Franco - Strafumati (Pineapple Express)
  - Brendan Gleeson - In Bruges - La coscienza dell'assassino (In Bruges)
  - Dustin Hoffman - Oggi è già domani (Last Chance Harvey)

### 2010
- 2010
  - Robert Downey Jr. - Sherlock Holmes
  - Matt Damon - The Informant!
  - Daniel Day-Lewis - Nine
  - Joseph Gordon-Levitt - (500) giorni insieme ((500) Days of Summer)
  - Michael Stuhlbarg - A Serious Man
- 2011
  - Paul Giamatti - La versione di Barney (Barney's Version)
  - Johnny Depp - Alice in Wonderland
  - Johnny Depp - The Tourist
  - Jake Gyllenhaal - Amore & altri rimedi (Love and other drugs)
  - Kevin Spacey - Il gioco dei soldi (Casino Jack)
- 2012
  - Jean Dujardin - The Artist
  - Brendan Gleeson - Un poliziotto da happy hour (The Guard)
  - Joseph Gordon-Levitt - 50 e 50 (50/50)
  - Ryan Gosling - Crazy, Stupid, Love
  - Owen Wilson - Midnight in Paris
- 2013
  - Hugh Jackman - Les Misérables
  - Jack Black - Bernie
  - Bradley Cooper - Il lato positivo - Silver Linings Playbook (Silver Linings Playbook)
  - Ewan McGregor - Il pescatore di sogni (Salmon Fishing in the Yemen)
  - Bill Murray - A Royal Weekend (Hyde Park on Hudson)
- 2014
  - Leonardo DiCaprio - The Wolf of Wall Street
  - Christian Bale - American Hustle - L'apparenza inganna (American Hustle)
  - Bruce Dern - Nebraska
  - Oscar Isaac - A proposito di Davis (Inside Llewyn Davis)
  - Joaquin Phoenix - Lei (Her)
- 2015
  - Michael Keaton - Birdman
  - Ralph Fiennes - Grand Budapest Hotel (The Grand Budapest Hotel)
  - Bill Murray - St. Vincent
  - Joaquin Phoenix - Vizio di forma(Inherent Vice)
  - Christoph Waltz - Big Eyes
- 2016
  - Matt Damon - Sopravvissuto - The Martian (The Martian)
  - Christian Bale - La grande scommessa (The Big Short)
  - Steve Carell - La grande scommessa (The Big Short)
  - Al Pacino - Danny Collins - La canzone della vita (Danny Collins)
  - Mark Ruffalo - Teneramente folle (Infinitely Polar Bear)
- 2017
  - Ryan Gosling - La La Land
  - Colin Farrell - The Lobster
  - Hugh Grant - Florence (Florence Foster Jenkins)
  - Jonah Hill - Trafficanti (War Dogs)
  - Ryan Reynolds - Deadpool
- 2018
  - James Franco - The Disaster Artist
  - Steve Carell - La battaglia dei sessi (Battle of the Sexes)
  - Ansel Elgort - Baby Driver - Il genio della fuga (Baby Driver)
  - Hugh Jackman - The Greatest Showman
  - Daniel Kaluuya - Scappa - Get Out (Get Out)
- 2019
  - Christian Bale - Vice - L'uomo nell'ombra (Vice)
  - Lin-Manuel Miranda - Il ritorno di Mary Poppins (Mary Poppins Returns)
  - Viggo Mortensen - Green Book
  - Robert Redford - Old Man & the Gun (The Old Man & the Gun)
  - John C. Reilly - Stanlio & Ollio (Stan & Ollie)

### 2020
- 2020
  - Taron Egerton - Rocketman
  - Daniel Craig - Cena con delitto - Knives Out (Knives Out)
  - Leonardo DiCaprio - C'era una volta a... Hollywood (Once Upon a Time... in Hollywood)
  - Roman Griffin Davis - Jojo Rabbit
  - Eddie Murphy - Dolemite Is My Name
- 2021
  - Sacha Baron Cohen - Borat - Seguito di film cinema (Borat Subsequent Moviefilm: Delivery of Prodigious Bribe to American Regime for Make Benefit Once Glorious Nation of Kazakhstan)
  - James Corden - The Prom
  - Lin-Manuel Miranda - Hamilton
  - Dev Patel - La vita straordinaria di David Copperfield (The Personal History of David Copperfield)
  - Andy Samberg - Palm Springs - Vivi come se non ci fosse un domani (Palm Springs)
- 2022
  - Andrew Garfield - Tick, Tick... Boom!
  - Leonardo DiCaprio - Don't Look Up
  - Peter Dinklage - Cyrano
  - Cooper Hoffman - Licorice Pizza
  - Anthony Ramos - Sognando a New York - In the Heights (In the Heights)
- 2023
  - Colin Farrell  – Gli spiriti dell'isola (The Banshees of Inisherin)
  - Diego Calva – Babylon
  - Daniel Craig – Glass Onion - Knives Out (Glass Onion: A Knives Out Mystery)
  - Adam Driver – Rumore bianco (White Noise)
  - Ralph Fiennes – The Menu
- 2024
  - Paul Giamatti – The Holdovers - Lezioni di vita (The Holdovers)
  - Nicolas Cage – Dream Scenario - Hai mai sognato quest'uomo? (Dream Scenario)
  - Timothée Chalamet – Wonka
  - Matt Damon – Air - La storia del grande salto (Air)
  - Joaquin Phoenix – Beau ha paura (Beau Is Afraid)
  - Jeffrey Wright – American Fiction
- 2025
  - Sebastian Stan – A Different Man
  - Jesse Eisenberg – A Real Pain
  - Hugh Grant – Heretic
  - Gabriel LaBelle – Saturday Night
  - Jesse Plemons – Kinds of Kindness
  - Glen Powell – Hit Man - Killer per caso (Hit Man)

## Plurivincitori
Ecco di seguito la lista degli attori plurivincitori di un Golden Globe per il miglior attore in un film commedia o musicale:
| Premi | Naz.                   | Attore             | Anni       |
| ----- | ---------------------- | ------------------ | ---------- |
| 3     | Stati Uniti (bandiera) | Jack Lemmon        | 1961, 1973 |
| 3     | Stati Uniti (bandiera) | Robin Williams     | 1992, 1994 |
| 2     | Stati Uniti (bandiera) | Danny Kaye         | 1952 ,1959 |
| 2     | Regno Unito (bandiera) | Dudley Moore       | 1982, 1985 |
| 2     | Regno Unito (bandiera) | Michael Caine      | 1984, 1999 |
| 2     | Stati Uniti (bandiera) | Jack Nicholson     | 1986, 1998 |
| 2     | Regno Unito (bandiera) | Sacha Baron Cohen* | 2007, 2021 |

- Sacha Baron Cohen è l'unico attore ad aver vinto due premi interpretando lo stesso personaggio in due prodotti diversi, ossia Borat Sagdiyev.